# 2. division 2018
La 2. division 2018 è  il campionato di football americano di terzo livello, organizzato dalla DAFF.

## Squadre partecipanti
| Club               | Città   | Stadio | Sponsor ufficiale | Risultato nella stagione 2017 |
| ------------------ | ------- | ------ | ----------------- | ----------------------------- |
| Herlev Rebels      | Herlev  |        |                   |                               |
| Herning Hawks      | Herning |        |                   |                               |
| Horsens Stallions  | Horsens |        |                   |                               |
| Næstved Vikings    | Næstved |        |                   |                               |
| Ørestaden Spartans | Kastrup |        |                   |                               |

## Stagione regolare

### Calendario

#### 1ª giornata
| Næstved 12 agosto 2018, ore 14:00 | Næstved Vikings | 50 – 0 (a tavolino) referto | Herning Hawks | SJSI Vikings |

#### 2ª giornata
| Herlev 19 agosto 2018, ore 14:00 | Herlev Rebels | 8 – 26 referto | Ørestaden Spartans | Kildegårdsskolen |

#### 3ª giornata
| Copenaghen 25 agosto 2018, ore 14:00 | Ørestaden Spartans | 20 – 0 referto | Horsens Stallions | Boldfælleden |

| Næstved 26 agosto 2018, ore 14:00 | Næstved Vikings | 0 – 36 referto | Herlev Rebels | SJSI Vikings |

#### 4ª giornata
| Horsens 2 settembre 2018, ore 14:00 | Horsens Stallions | 0 – 34 referto | Herning Hawks | Dagnæs Stadion |

#### 5ª giornata
| Herning 8 settembre 2018, ore 14:00 | Herning Hawks | 34 – 8 referto | Herlev Rebels | Herning Atletikstadion |

| Horsens 9 settembre 2018, ore 14:00 | Horsens Stallions | 20 – 6 referto | Næstved Vikings | Dagnæs Stadion |

#### 6ª giornata
| Copenaghen 16 settembre 2018, ore 14:00 | Ørestaden Spartans | 52 – 0 referto | Næstved Vikings | Boldfælleden |

#### 7ª giornata
| Herning 22 settembre 2018, ore 14:00 | Herning Hawks | 0 – 44 referto | Ørestaden Spartans | Herning Atletikstadion |

| Herlev 22 settembre 2018, ore 14:00 | Herlev Rebels | 42 – 0 referto | Horsens Stallions | Kildegårdsskolen |

### Classifica
La classifica della regular season è la seguente:
- PCT = percentuale di vittorie, G = partite giocate, V = partite vinte,  P = partite perse, PF = punti fatti, PS = punti subiti

| Pos. | Squadra            | PCT   | G | V | N | P | PF  | PS  |
| ---- | ------------------ | ----- | - | - | - | - | --- | --- |
| 1    | Ørestaden Spartans | 1.000 | 4 | 4 | 0 | 0 | 142 | 8   |
| 2    | Herlev Rebels      | .500  | 4 | 2 | 0 | 2 | 94  | 60  |
| 3    | Herning Hawks      | .500  | 4 | 2 | 0 | 2 | 68  | 102 |
| 4    | Horsens Stallions  | .250  | 4 | 1 | 0 | 3 | 20  | 102 |
| 5    | Næstved Vikings    | .250  | 4 | 1 | 0 | 3 | 56  | 108 |

## 2. divisions Bowl
| Copenaghen 7 ottobre 2018, ore 14:00 | Ørestaden Spartans | 36 – 0 referto | Herlev Rebels | Boldfælleden |

## Verdetti
- Ørestaden Spartans vincitori della 2. division 2018